# شیخ‌لر، آق‌سرای
شیخ‌لر، آق‌سرای (به ترکی استانبولی: Şeyhler) یک روستا در ترکیه است که در آق‌سرای واقع شده‌است.